# نخست‌وزیر مونته‌نگرو
نخست‌وزیر مونته‌نگرو (مونته‌نگروئی: Премијер/Премијерка Црне Горе به زبان) رسماً رئیس دولت مونته‌نگرو (مونته‌نگروئی: Предсједник/Предсједница Владе Црне Горе، رئیس دولت مونته‌نگرو است. نقش نخست‌وزیر هدایت کار دولت و ارائه برنامه دولت به مجلس است که شامل فهرستی از وزرای پیشنهادی است. استعفای نخست‌وزیر باعث انحلال دولت او خواهد شد.
نخست‌وزیر کنونی، میلویکو اسپایچ، رهبر حزب اکنون اروپا، پس از تشکیل چهل و چهارمین دولت مونته‌نگرو در ۳۱ اکتبر ۲۰۲۳ توسط پارلمان مونته‌نگرو به عنوان نخست‌وزیر انتخاب شد.

## تاریخچه
اولین دولت مدرن مونته‌نگرو در ۲۰ مارس ۱۸۷۹ در زمان شاهزاده مونته‌نگرو تأسیس شد. عنوان رئیس دولت، رئیس شورای وزیران بود .
در ۲۸ اوت ۱۹۱۰ مونته‌نگرو به عنوان یک پادشاهی اعلام شد. هم در دوران پادشاهی و هم در دوران بعد از پادشاهی، این پست از اهمیت و نفوذ عمده ای برخوردار نبود، بلکه صرفاً به اراده پادشاه حاکم نیکولای اول وابسته بود. پس از تسلیم مونته‌نگرو به قدرت مرکزی در ۱۵ ژانویه ۱۹۱۶ در طول جنگ جهانی اول، دولت به تبعید رفت و تا پایان جنگ در تبعید در خارج کشور باقی ماند. پس از تصمیم مجلس پودگوریتسا در ۲۶ نوامبر ۱۹۱۸ مبنی بر اتحاد مونته‌نگرو با صربستان و متعاقب آن تشکیل پادشاهی صرب‌ها، کروات‌ها و اسلوونیایی‌ها، استویان پروتیچ در ۲۰ دسامبر ۱۹۱۸ نخست‌وزیر پادشاهی تازه تأسیس شد. پادشاه مخلوع نیکولاس اول تا زمان مرگش در سال ۱۹۲۱ به انتصاب نخست وزیران مونته‌نگرو در تبعید ادامه داد. دولت مونته‌نگرو در تبعید سرانجام در سال ۱۹۲۲ موجودیت خود را از دست داد.